# Mocce Antiguo
Mocce Antiguo es una localidad ubicada en el distrito de Lambayeque, en el departamento de Lambayeque.

## Demografía
En el 2017 tiene un población de 1 693 habitantes.